# Straßenradsport-Weltmeisterschaften 1982
Die Straßenradsport-Weltmeisterschaften 1982 fanden am 1., 4. und 5. September auf dem britischen Goodwood Circuit statt.

## Renngeschehen
Bei den Profis waren 136 Fahrer aus 15 Ländern am Start, von denen nur 55 das Ziel nach 18 Runden zu je 15,3 Kilometer erreichten. Weltmeister wurde der Italiener Giuseppe Saronni. Unter den frühzeitig Ausgeschiedenen befanden sich die ehemaligen Weltmeister Freddy Maertens und Bernard Hinault. Neun westdeutsche Profis waren am Start, vier erreichten das Ziel, von denen Klaus-Peter Thaler auf Platz acht bester wurde.
Bei den Amateuren starteten 126 Fahrer, von denen sich 118 platzieren konnten, es gewann der DDR-Fahrer Bernd Drogan. Die DDR brachte neben Drogan mit Andreas Petermann (5. Platz) und Falk Boden (7. Platz) drei Fahrer unter die besten zehn Platzierten. Peter Gänsler war als 28. bester Fahrer des Bundes Deutscher Radfahrer.
Bei den Frauen kamen von 81 Fahrerinnen 69 ins Ziel. Beste Westdeutsche war die erst 15-jährige Sandra Schumacher auf Platz vier. Im Mannschaftszeitfahren gewann das Team der Niederlande, der bundesdeutsche Straßenvierer mit Thomas Freienstein, Dieter Flögel, Michael Marx und Bernd Oldenburg belegte Platz neun. Viele Vierer hatten das Rennen wegen schlechter Witterungsbedingungen nur zu dritt beendet; beim bundesdeutschen Vierer scherte der vierte Fahrer, Oldenburg, schon während des ersten Kilometers aus. Von den gestarteten 22 Mannschaften kamen 21 ins Ziel.
Besondere Freude erregte bei den Zuschauern der Sieg der britischen Rennfahrerin Mandy Jones im Straßenrennen der Frauen.
Der Frankfurter Radsport-Journalist Helmer Boelsen berichtete, dass die Arbeitsbedingungen für seine Kollegen vor Ort äußerst schlecht waren. So gab es zwar eine Extra-Tribüne für sie, von der aus man allerdings keinen Blick auf die Strecke hatte. Die Fotografen bekamen Ärger mit der Polizei, ein niederländischer Fotograf wurde für eine Nacht inhaftiert, andere mussten Geldstrafen bezahlen. Auch Radsportfunktionäre hatten Auseinandersetzungen mit den Ordnungskräften.

## Ergebnisse

### Frauen
Straßeneinzelrennen über 61,14 km 
| Platz | Athletin      | Land | Zeit      |
| ----- | ------------- | ---- | --------- |
| 1     | Mandy Jones   | GBR  | 1:13:00 h |
| 2     | Maria Canins  | ITA  | + 10 s    |
| 3     | Gerda Sierens | BEL  | + 10 s    |

### Männer – Profis
Straßeneinzelrennen über 275 km
| Platz | Athlet           | Land | Zeit                    |
| ----- | ---------------- | ---- | ----------------------- |
| 1     | Giuseppe Saronni | ITA  | 6:42:22 h (41,026 km/h) |
| 2     | Greg LeMond      | USA  | + 5 s                   |
| 3     | Sean Kelly       | IRL  | + 7 s                   |

### Männer (Amateure)
Straßeneinzelrennen über 183,43 km
| Platz | Athlet            | Land | Zeit      |
| ----- | ----------------- | ---- | --------- |
| 1     | Bernd Drogan      | GDR  | 4:17:48 h |
| 2     | Francis Vermaelen | BEL  | + 8 s     |
| 3     | Jürg Bruggmann    | SUI  | + 8 s     |

Mannschaftszeitfahren über 100 km
| Platz | Land | Athleten                                                                | Zeit      |
| ----- | ---- | ----------------------------------------------------------------------- | --------- |
| 1     | NED  | Maarten Ducrot /Gerard Schipper/ Gerrit Solleveld/Frits Van Bindsbergen | 2:14:09 h |
| 2     | SUI  | Alfred Achermann/Daniel Heggli/ Richard Trinkler/Urs Zimmermann         | 2:14:46 h |
| 3     | URS  | Juri Kaschirin/Oleg Logwin/ Sergei Woronin/Oleh Tschuschda              | 2:14:53 h |